# 尤利乌·马纽街 (克卢日-纳波卡)

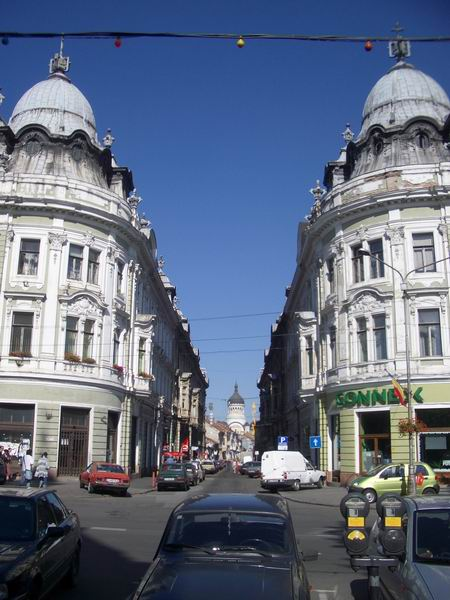
尤利乌·马纽街

尤利乌·马纽街（Iuliu Maniu Street）位于罗马尼亚城市克卢日-纳波卡市中心，得名于罗马尼亚政治家尤利乌·马纽，连接阿夫拉姆·扬库广场和联盟广场（Piaţa Unirii）。它与英雄大道（Eroilor）和1989年12月21日大道平行。这条街的西段— 介于联盟广场和 Bolyai 街之间的部分—兴建于19世纪，采用了对称的方式，体现了折衷主义风格， 参照了奥斯曼男爵都市化的趋势。它通常被称为“镜子街”（strada oglindă）。